# Anja Kling
Pour les articles homonymes, voir Kling.
Anja Kling est une actrice allemande née le 22 mars 1970 à Wilhelmshorst, Potsdam.

## Biographie et carrière

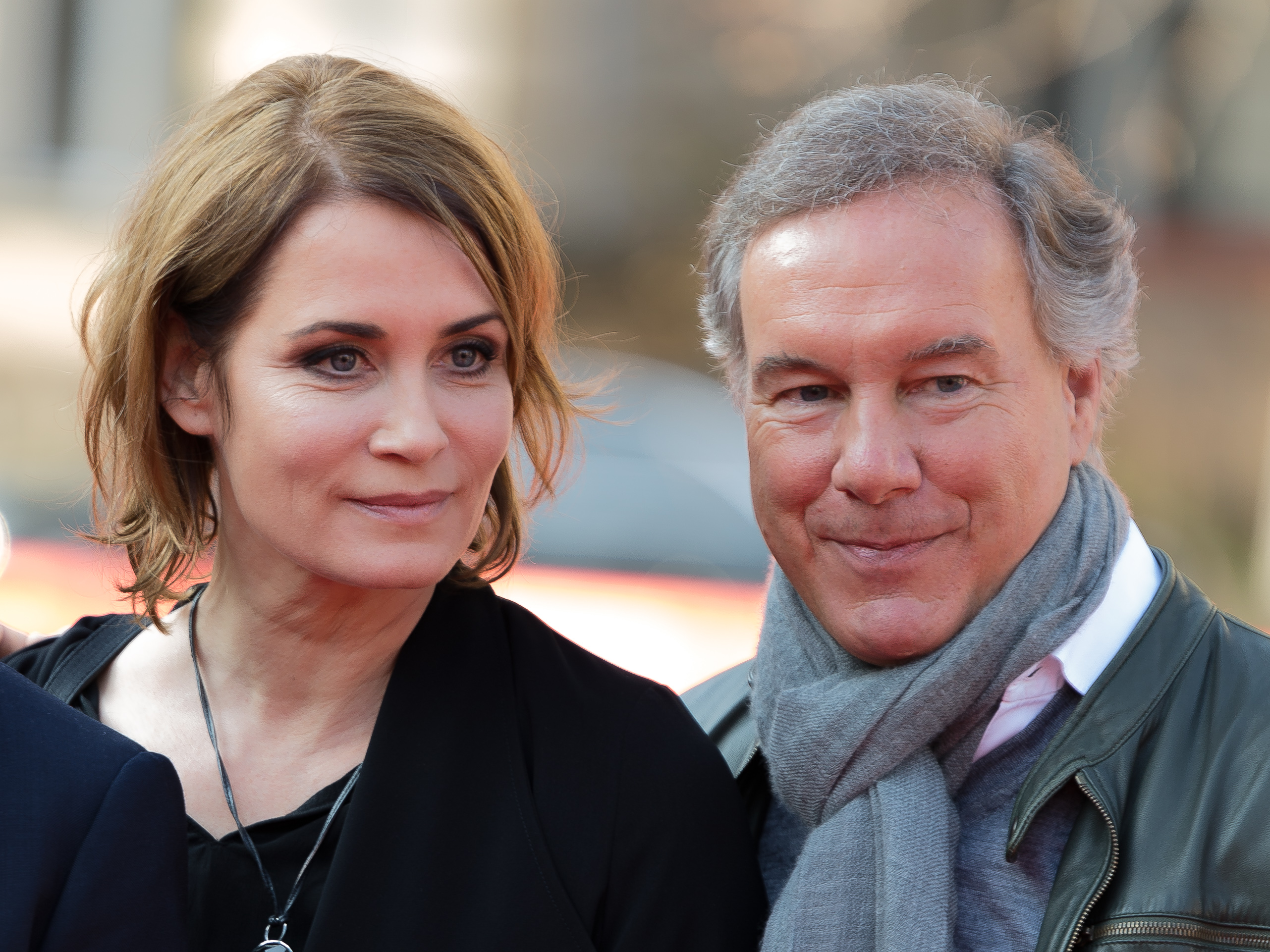
Anja Kling avec Nico Hofmann (à droite) à la Berlinale 2017.

Anja Kling voulait devenir médecin. Sa sœur, l’actrice Gerit Kling, encore enfant en 1971, fait ses débuts dans Anlauf d'Egon Günther (1971). Elle lui conseille de participer à un casting et Anja Kling accepte. D’abord engagée par la DEFA, elle incarne peu après plusieurs rôles dans la série policière Polizeiruf 110.
Début des années 1990, elle entame des cours à l’Académie d’art dramatique Ernst Busch de Berlin, mais les interrompt pour démarrer la série télévisée de ZDF Hagedorns Tochter. En 1995, ce rôle lui vaut la Goldene Kamera, catégorie Meilleure jeune actrice.
En outre, elle travaille comme actrice de doublage depuis le milieu des années 1990, entre autres, elle a doublé l'actrice américaine Meg Ryan en 1997 en jouant le rôle principal d'Anastasia dans le long métrage d’animation du même nom.
En 2007, elle publie une autobiographie sous le titre Meine kleine Großfamilie: 6 Erwachsene, 3 Kinder und jede Menge Action chez les éditeurs List Verlag.

## Engagement social
Elle est ambassadrice auprès de l’association Kitz Heidelberg qui met au point de nouveaux traitements contre les cancers infantiles.
Elle est marraine de l’association Kindernothilfe, association internationale d’aide à l’enfance .

## Distinctions
- 1995 : La Goldene Kamera, catégorie Meilleure jeune actrice pour la série télévisée Hagedorns Tochter
- 1998 : La Nymphe d'Or et le Prix International de la Critique au Festival de Télévision de Monte Carlo pour son rôle dans la série télévisée italienne La Mafia
- 2004 : Le Bambi pour Tramitz & Friends
- 2004 : Le Deutscher Comedypreis pour Tramitz & Friends

- 2009: La Goldene Kamera, catégorie Meilleure actrice allemande pour Wir sind das Volk – Liebe kennt keine Grenzen
- 2009: Le Bayerischer Fernsehpreis (prix de la télévision bavaroise), catégorie Meilleure actrice pour Wir sind das Volk – Liebe kennt keine Grenzen
- 2012: Le Bayerischer Fernsehpreis (prix de la télévision bavaroise), catégorie Meilleure actrice de série pour Hannah Mangold & Lucy Palm

## Filmographie

### Cinéma
- 2001: Les Aventuriers du trésor perdu
- 2005 : Christmoose Carol (Es ist ein Elch entsprungen)
- 2004 : Space Movie : La Menace fantoche ((T)Raumschiff Surprise - Periode 1)
- 2009 : Lili la petite sorcière, le Dragon et le Livre magique
- 2015 : Au secours ! J'ai rétréci ma prof (Hilfe, ich hab meine Lehrerin geschrumpft) de Sven Unterwaldt : "Professeure Schmitt-Gössenwein"
- 2018 : Au secours ! J'ai rétréci mes parents (Hilfe, ich hab meine Eltern geschrumpft) de Tim Trageser : "Professeure Schmitt-Gössenwein"

### Télévision
- 1988: Polizeiruf 110: Amoklauf
- 1990: Polizeiruf 110: Tödliche Träume
- 1990: Polizeiruf 110: Das Duell
- 1991: Polizeiruf 110: Zerstörte Hoffnung
- 1992: Le Renard : Das Foto
- 1993: Inspecteur Derrick (ép. 221) : La valse lente (Langsamer Walzer) : Monika Wagner
- 1994: Hagedorns Tochter (sept épisodes)
- 1996: Inspecteur Derrick (ép. 264) : Le coucher de soleil (Das dunkle Licht) : Gabriele Dressler
- 1997: Le renard: Le soupçon (Der Verdacht)
- 1997-1998: La Mafia 1994:
- 1998: En quête de preuves: Schleichender Tod
- 1999: Siska : Der Bräutigam der letzten Tage1994:
- 2000: Tatort: Direkt ins Herz
- 2000: Péché d'amour (Das Herz des Priesters)
- 2002: Quand mon cœur s'enflamme (Herz in Flammen)
- 2005: Deux sœurs et un bébé (Irren ist sexy) : Anne
- 2006: Un chœur de femmes (Freundinnen fürs Leben): Andrea
- 2007: Ma mère, ce héros (Die Masche mit der Liebe)
- 2008: Un lycée dans l'angoisse (Der Amokläufer : Aus Spiel wird Ernst)
- 2009: Une mère envahissante (Mama kommt!): Christiane Fischer
- 2009: les murmures de Noël: Danielle
- 2010: C'était l'un des nôtres (Es war einer von uns) : Leonie Grothe
- 2010 : Un amour sous couverture (Undercover Love) de Franziska Meyer Price : Suzanne
- 2011: Le Club des cinq (Fünf Freunde) : Fanny Kirrin
- 2011: Hanna Mangold :  de Florian Schwarz
- 2007: Tatort: Schleichendes Gift
- 2015: Meurtres à Nordholm - une si jolie morte (Tod eines Mädchens) : Silke Broder
- 2017: The same sky
- 2017: Tatort: Dunkle Zeit1994:
- 2019: Meurtres à Nordholm - une famille disparue (Tod eines Mädchens 2: Die verschwundene Familie) : Silke Broder
- 2020: Freud